# Registrované partnerství v Rumunsku
Rumunsko neumožňuje homosexuálním párům uzavírat manželství, registrované partnerství, či jakýkoli jiný právní institut stvrzující jejich soužití. Nicméně jako členský stát EU uznává stejnopohlavní manželství uzavřené v jiné členské zemi mezi občanem EU a občanem třetí země.
Rumunská ústava definuje manželství jako svazek mezi dvěma lidmi. O změně ústavní definice manželství, která by jej nově chápala jako svazek muže a ženy, čímž by se zabránilo budoucím snahám o legalizaci sňatků pro páry stejného pohlaví, se bude 7. října 2018 rozhodovat v referendu.
V souladu s rozhodnutím Soudního dvora EU z června 2018 mají stejnopohlavní manželé, či partneři občanů EU právo na získání trvalého pobytu v Rumunsku. Důvodem je zajištění volného pohybu osob v rámci EU.

## Historie

### Předvolební kampaň 2004
Bývalý rumunský prezident Traian Băsescu se je stejnopohlavním svazkům během své kampaně vyjádřil tak, že na nich nevidí nic špatného, a že by nic neměl ani proti stejnopohlavnímu manželství. Opoziční Sociální demokraté se pak později tato slova pokusili použít proti němu.

### Politický aktivismus
Hlavním zastáncem práv LGBT v Rumunsku je organizace Accept, která také prosazuje jak registrované partnerství pro páry stejného pohlaví, tak i stejnopohlavní manželství. Kampaň za legalizaci registrovaného partnerství zahájila při příležitosti pravidelně konaného festivalu GayFest 2006. GayFest se pravidelně koná každý rok v hlavním městě Bukurešti. Ten rok probíhal od 30. května do 4. června a jeho hlavním tématem bylo „Stejnopohlavní manželství a registrované partnerství v Rumunsku“. Téma se pak následně stalo předmětem bouřlivých debat v médiích. LGBT aktivisté z Accept zorganizovali veřejnou diskuzi a seminář na téma stejnopohlavních svazků 31. května a vyzvali vládu, aby se začala zabývat manželstvím, nebo alespoň registrovaným partnerstvím pro homosexuální páry. Kromě toho jí nabídli i právní asistenci při prosazování příslušného zákona. Na to vláda nijak nereagovala.
Romaniţa Iordache, prezidentka organizace Accept, se 31. května 2006 vyjádřila tak, že článek 200 (poslední anti-gay zákon) byl sice zrušen, ale LGBT komunita stále nemá rovná práva, ačkoli jí je ústava garantuje. Mluvčí Accept Florin Bohuceanu potvrdil tato slova tím, že rovnost práv potvrzená státem uznávanými stejnopohlavními sňatky je krokem dopředu.
5. června 2006 se při příležitosti GayFest v Bukurešti uskutečnil také první církevní svatební obřad homosexuálního páru, kdy si Florin Bohuceanu, výkonný ředitel Accept, vzal svého španělského partnera, s nímž tou dobou žil už čtyři roky. Zdánlivému a symbolickému manželství, z něhož v Rumunsku neplynou žádné právní následky, požehnala Metropolitní komunitní církev v Bukurešti, mezinárodní denominace uznávající stejnopohlavní svazky a podporující LGBT práva. Pár pak později v r. 2006 uzavřel občanský sňatek ve Španělsku, kde je stejnopohlavní manželství legální.

### Statutární zákaz stejnopohlavního manželství
13. února 2008 přijal Senát novelu občanského zákoníku navrženou Stranou velkého Rumunska, která explicitně definuje manželství jako trvalý svazek muže a ženy. Předchozí právní úprava totiž hovořila pouze o trvalém svazku „mezi manžely“. Pro novelu hlasovalo 38 senátorů, 10 bylo proti a 19 se zdrželo. Poslanecká sněmovna o změně nestihla do konce volebního období hlasovat.
V květnu 2009 navrhla novelu občanského zákoníku sama vláda. Parlamentní subkomise odpovědná za občanský zákoník rozhodla o změně definice manželství tak, aby přímo hovořila o svazku mezi mužem a ženou, a aby nepřipouštěla možnost uznávání zahraničního stejnopohlavního manželství rumunským právním řádem. Celkovou odpovědnost za přijetí této změny převzala vláda s tím, že jí parlament bude pouze asistovat.
5. června 2013 hlasovala parlamentní Komise pro přezkum ústavy ve prospěch zahrnutí sexuální orientace do diskriminačních důvodů v obměňované ústavě. Ten samý den komise hlasovala pro změnu stávajícího manželského zákona, který definoval manželství jako „konsensuální svazek“ mezi manželi na restriktivnější interpretaci „svazku mezi nesezdaným mužem a ženou“, tedy zakazující stejnopohlavní manželství. Nové pojetí manželství se setkalo s odporem občanské společnosti, domácích i mezinárodních organizací jako je Accept a Amnesty International, což přimělo výbor obě novely stáhnout.

## Registrované partnerství
Rumunsko neumožňuje homosexuálním párům uzavřít registrované partnerství, ačkoliv bylo v minulosti zaznamenáno několik pokusů o prosazení takové legislativy.

### Historie
23. února 2008 navrhl Péter Eckstein-Kovács, člen parlamentu z Uniunea Democrată Maghiară din România, zákon o registrovaném partnerství, který by dával nesezdaným heterosexuálním a homosexuálním práva určitá práva a povinnosti. V důvodové zprávě uvedl, že současný zákon o rodině, přijatý před více, než padesáti lety, nereflektuje současný společenský vývoj, ať už jde o homosexuály, nebo o heterosexuály. Jednalo se o první případ, kdy rumunský politik přímo podpořil legalizaci registrovaného partnerství pro páry stejného pohlaví.
23. července 2008 Péter Eckstein-Kovács znovu předložil návrh zákona o registrovaném partnerství v Senátu. Nicméně z důvodu konání parlamentních voleb se nestihl projednat.
Návrh zákona o registrovaném partnerství byl opět politickým tématem v únoru 2011, kdy jej předložil poslanec Viorel Arion z Demokratické liberální strany. Homosexuálním i heterosexuálním párům by garantoval některá práva a povinnosti vyplývající z manželství. Návrh se setkal sice s podporou Legislativního výboru Poslanecké sněmovny, ale vláda jej odmítla s tím, že občanský zákoník uznává pouze jedinou formu soužití, a to manželství mezi mužem a ženou.

### Návrhy Strany zelených
V dubnu 2013 slíbil poslanec Remus Cernea ze Strany zelených, že se pokusí prosadit legislativu, která homosexuálním párům přizná úplně stejná práva a povinnosti, jaké mají heterosexuálové, kvůli čemuž se stal předmětem ostré kritiky z řad odpůrců takových změn. 4. července 2013 prezentoval Cernea návrh takového zákona v Senátu s tím, že ještě počká na vyjádření a případná kladná stanoviska ze strany několika parlamentních výborů, které měl dostat v prosinci 2013.
31. března 2015 byl jiný návrh zákona o registrovaném partnerství odmítnut Senátem v následujícím poměru hlasů 49 pro, 8 proti a 3 zdržení se.

### Pokusy o reformy 2018
V dubnu 2018 řekl předseda Poslanecké sněmovny Liviu Dragnea, že podporuje registrované partnerství. 9. října 2018, několik dní po neúspěšném referendu o ústavním zákonu definující manželství jako svazek muže a ženy, oznámil ministr pro evropské záležitosti Victor Negrescu, že návrh zákona o registrovaném partnerství je dokončen, a že bude prezentován v půlce října. Rumunská vláda okamžitě v reakci na to tento návrh zákona odmítla a rozhodla se dál blokovat jakoukoli další legislativu tohoto typu.

## Ústavní žaloba (2016/17)
Od října 2016 se Ústavní soud zabývá žalobou rumunského občana, který požaduje uznání jeho manželství s Američanem (manželství bylo uzavřeno v Belgii, kde jsou stejnopohlavní sňatky legální) ze strany rumunského státu. Ústavní soud tento případ konzultuje s Evropským soudním dvorem, s nímž se chtěl na toto téma sejít na konci března 2017.

## Veřejné mínění
Podle Eurobarometru z roku 2015 by pouze 21 % Rumunů podpořilo stejnopohlavní manželství, což je ale 10procentní nárůst oproti roku 2016. Podpora v rámci celé EU činí 61 %.